# Патус
Патус (на португалски: Patos) е езеро лагуна в най-южната част на Бразилия, в щата Рио Гранди до Сул. Площта му е 10 140 km², дължината от север-североизток на юг-югозапад 241 km, ширината до 48 km, а максималната дълбочина 10 m (средна дълбочина 5 m).
Езерото-лагуна Патус е разположено в най-южната част на Бразилия в непосредствена близост до брега на Атлантическия океан, от който е отделено с тясна пясъчна коса. В южната си част чрез протока Рио Гранди се свързва с океана, а на югозапад, в района на град Пелотас чрез канала Сао Гонсало – с другото голямо езеро-лагуна Лагоа Мирин, разположено на границата с Уругвай. Бреговете на Патус са предимно ниски, на места заблатени, а на север и юг силно разчленени. По-големите заливи са Гуиба и Капивари на север, Пекено, Ариял и Барбадос на юг. В него са разположени и няколко острова: Маринейрос, Канейрос и Сарагоня на юг, Барба Негра на север. Подхранва се от няколко реки, като най-големите са Жакуи (790 km), вливаща се от север и Камакуан (430 km) – от запад. В езерото се развива местно корабоплаване и риболов. На северния му бряг е разположена столицата на щата Рио Гранди до Сул град Порто Алегри, а на югозападния – град Пелотас.